# Altensteig

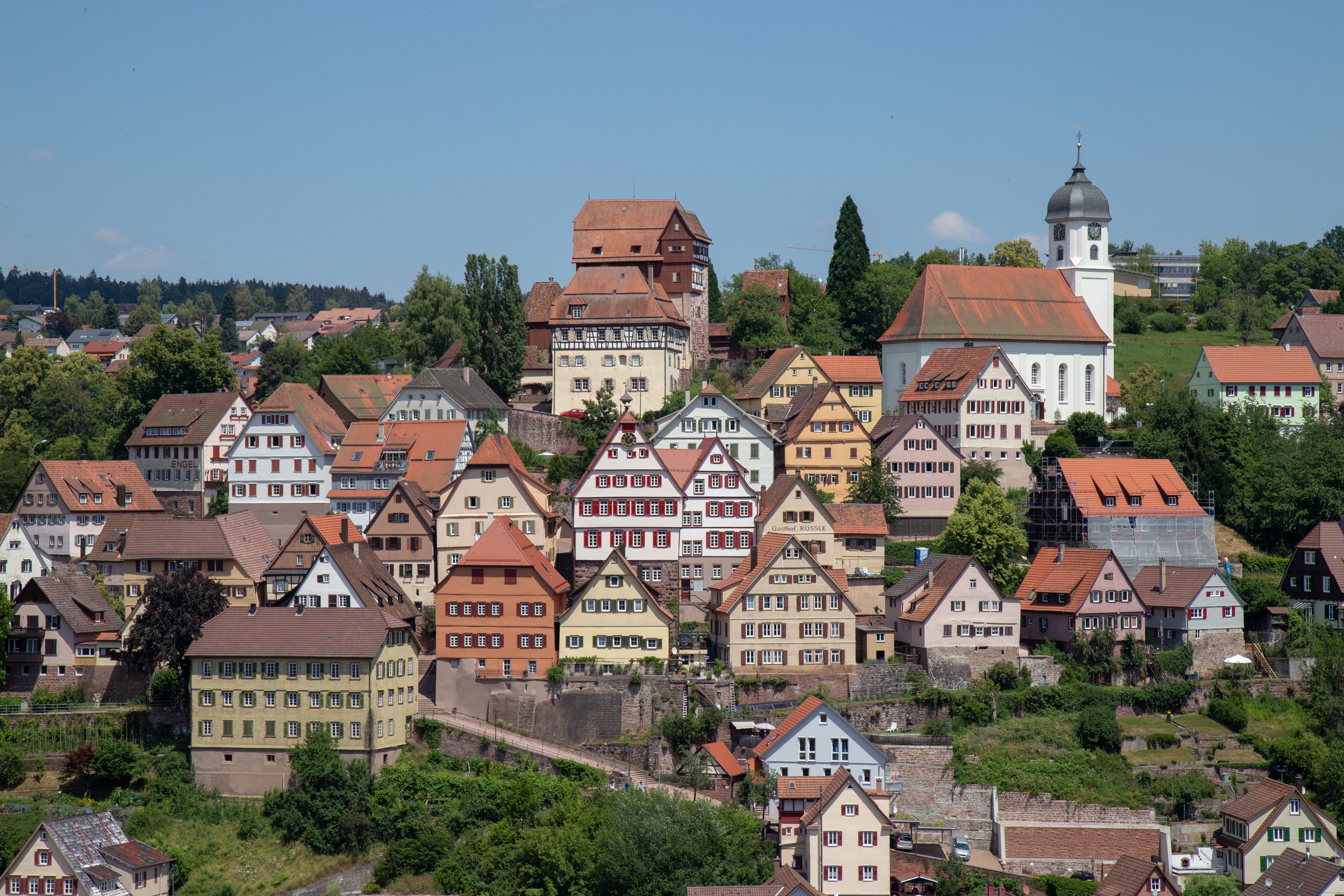
Altensteiger Altstadt mit Schloss und Stadtkirche

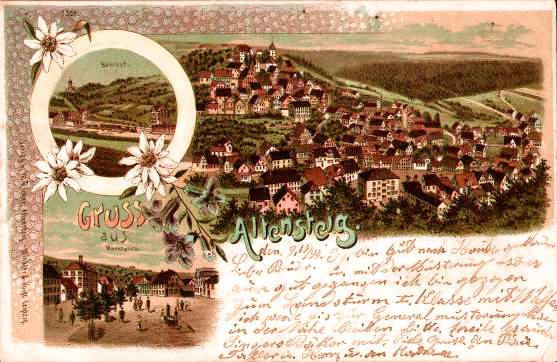
Altensteig 1900

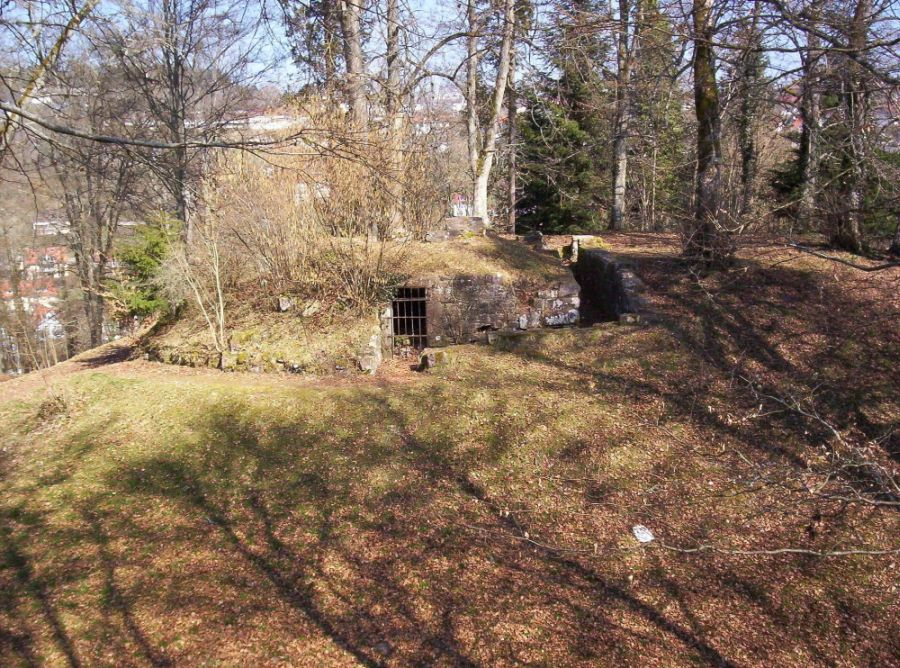
Burgruine „Turm“ auf dem Altensteiger Schlossberg. Gut erkennbar der Burghügel mit Mauerresten sowie im Vordergrund der Halsgraben.

Altensteig (Ausspracheⓘ) ist eine Stadt im Landkreis Calw in Baden-Württemberg und eine Portalgemeinde des Naturparks Schwarzwald Mitte/Nord. Sie gehört zur Region Nordschwarzwald.

## Geografie

### Lage
Altensteig liegt am Oberlauf der Nagold, des großen Nebenflusses der Enz, und an der Ostflanke des Nordschwarzwaldkamms. Stuttgart ist 49 Kilometer, Baden-Baden 33 Kilometer entfernt (Luftlinie). Umgeben wird Altensteig von den Nachbargemeinden Neuweiler im Norden, Neubulach und Wildberg im Nordosten, Ebhausen im Osten, Rohrdorf und Haiterbach im Südosten, Pfalzgrafenweiler, Egenhausen und Wörnersberg im Süden, Grömbach im Südwesten sowie Simmersfeld im Westen.

### Stadtgliederung
Zur Stadt Altensteig gehören die ehemalige Stadt Berneck und die ehemaligen Gemeinden Altensteigdorf, Garrweiler, Hornberg, Spielberg, Überberg, Walddorf mit Monhardt und Wart.
- Zur Stadt Altensteig in den Grenzen vor der Gemeindereform der 1970er Jahre gehört die Stadt Altensteig.
- Zur ehemaligen Gemeinde Altensteigdorf gehört das Dorf Altensteigdorf.
- Zur ehemaligen Stadt Berneck gehören die Stadt Berneck, der Weiler Bruderhaus und die Häuser Bahnhof Berneck.
- Zur ehemaligen Gemeinde Garrweiler gehören das Dorf Garrweiler und die Häuser Fischhaus und Kohlsägmühle.
- Zur ehemaligen Gemeinde Hornberg gehören das Dorf Hornberg, die Burgruine Burg Hornberg und die Häuser Baiermühle.
- Zur ehemaligen Gemeinde Spielberg gehören das Dorf Spielberg und die Häuser Ziegelhütte.
- Zur ehemaligen Gemeinde Überberg gehören die Weiler Heselbronn, Lengenloch und Zumweiler.
- Zur ehemaligen Gemeinde Walddorf gehören das Dorf Walddorf, der Weiler Monhardt, das Chausseehaus und der Ort Elektrizitätswerk.
- Zur ehemaligen Gemeinde Wart gehört das Dorf Wart.[2]

## Geschichte

### Vorgeschichte
Nach dem Hochwasser im Februar 1990 wurden im Nagoldtal zwischen Altensteig und Ebhausen im Bereich Nonnenwiese kleine steinzeitliche Artefakte gefunden (sogenannte „Lesefunde“), vor allem altsteinzeitliche, wie vorläufige Einschätzungen ergaben, die in der Fachwelt Aufmerksamkeit hervorriefen. Daraufhin führte das damalige Landesdenkmalamt Baden-Württemberg jeweils in den Sommern 1991 und 1995 Grabungen durch. Dabei fand man zahlreiche kleine Steinartefakte wie Kratzer oder Stichel, die ausschließlich der Mittelsteinzeit (Mesolithikum) angehörten und damit die zeitliche Einordnung der Lesefunde des Jahres 1990 eher in Frage stellten. Die Untersuchung der Grabungsfunde des Landesdenkmalamtes ergab einen ungefähren Zeithorizont von 10.000 bis 8.500 v. Chr. Siedlungsspuren oder -strukturen waren nicht erkennbar oder durch Funde ableitbar. Man geht daher von einem Lagerplatz oder einer Freilandstation nomadisierender Gruppen hauptsächlich der Mittelsteinzeit aus, der womöglich mehrfach vorübergehend aufgesucht wurde.

### Mittelalter
Da Altensteig bis 1570 zur Pfarrei Altensteigdorf gehörte, kann man davon ausgehen, dass Altensteigdorf und seine Pfarrei vor Altensteig entstanden sind. Ein klares Indiz dafür ist auch, dass die Kirche in Altensteigdorf dem hl. Remigius geweiht war, einem fränkischen Heiligen, dem bis ins elfte Jahrhundert viele Kirchen geweiht wurden. Bis 1717 wurden die Bewohner Altensteigs auf dem Altensteigdorfer Friedhof begraben.
Der Name Altensteig wurde erstmals um 1100 urkundlich im Zusammenhang mit Heinrich von Altensteig erwähnt. Die manchmal noch angeführte angebliche Ersterwähnung des Namens Altensteig von 1085 geht auf den Volkskundler und Heimatforscher Friedrich Heinz Schmidt aus dem Jahr 1950 zurück und wurde bald entkräftet.
Womöglich steht Heinrich von Altensteig bereits wie später die Herren von Altensteig im Zusammenhang mit einer heute weitgehend vergessenen Burg („Zum Thurm“). Diese Burg stand – im Unterschied zur späteren, heute sichtbaren Burg- bzw. Schlossanlage – auf dem Bergsporn des sogenannten Schloßbergs unterhalb des Gewerbegebietes Turmfeld rechts der Nagold. Auf dem Schlossberg sind noch geringe Mauer- und gut sichtbare Grabenreste vorhanden. Der Bergsporn wird von den Straßen Turmsteige und Schloßbergstr. umrahmt, deren Namen noch auf den historischen Ort hinweisen. Möglicherweise entstand Altensteig zunächst als kleiner Burgweiler am Fuße dieser Burg. Die Herren oder Vögte von Altensteig waren Lehensleute der Pfalzgrafen von Tübingen.
Im Juli 1287 fand das „Castrum Altinstage“ – das Alte Schloss – erstmals urkundliche Erwähnung. Zugleich wurde damit sicherlich auch eine Siedlung um das Schloss gemeint. Manche Historiker gehen davon aus, dass die Siedlung 1287 den Status einer Stadt hatte. 1280 geriet Altensteig unter die Herrschaft der Grafschaft Hohenberg. 1398 erwarb Markgraf Bernhard I. von Baden die Herrschaft Altensteig, die ab 1500 auch im Schwäbischen Reichskreis lag.

### Württembergische Zeit
1603 kam Altensteig zum Herzogtum Württemberg und wurde Sitz des Amtes Altensteig, das 1808 in das Oberamt Altensteig umgewandelt wurde. Nach nur zwei Jahren wurde das Oberamt im Zuge der neuen Verwaltungsgliederung im Königreich Württemberg aufgelöst und Altensteig kam zum Oberamt Nagold. Bei der Kreisreform während der NS-Zeit in Württemberg gelangte Altensteig 1938 zum Landkreis Calw.

### Altensteiger Kirchspiel
Altensteig war jahrhundertelang Sitz des Altensteiger Kirchspiels. Dieses erstreckte sich entlang der ursprünglichen Ausdehnung der Pfarrei von Altensteigdorf und umfasste die Gemarkungen der Ortschaften Altensteig, Simmersfeld, Überberg, Fünfbronn, Beuren, Lengenloch und Ettmannsweiler sowie die Gebiete der heutigen Ortschaften Gompelscheuer und Enzklösterle bis hin zum Hohloh.
Entsprechend dem Namen gehörten die erstgenannten Orte lange zur Pfarrei Altensteigdorf und leisteten Frondienste für die Mutterkirche Altensteigdorf. Vor allem bildete dieses Kirchspiel eine rechtsfähige Gemeinschaft ähnlich einer Wald-Genossenschaft oder Markgemeinschaft samt Verwaltung und oberstem Vertretungsorgan, bei der alle Bewohner mit Bürgerrecht umfangreiche wie kostenlose Nutzungsrechte am Wald hatten, ob zur Waldweide oder Holznutzung (Brenn- und Bauholz) für den eigenen Bedarf. Weiterhin standen ihnen die Bäche sowohl zur Viehtränke als auch zum Fischfang zur Verfügung. Alle Nutzungsrechte erstreckten sich ausschließlich auf den privaten Eigenbedarf. Damit bestanden einige Ähnlichkeiten mit den Rechten und Nutzungsrechten des früheren Dornstetter Waldgedings in der näheren Umgebung des Nordschwarzwaldes.
1303 wurden die Nutzungsrechte des Kirchspiels erstmals genannt, 1830 wurde es aufgelöst. Die realen, landesherrschaftlichen Eigentumsverhältnisse hatten dabei ungewöhnlicherweise keinen einschränkenden Einfluss auf die Nutzungsrechte der „Kirchspielsverwandten“ (= Kirchspielsbewohner mit Bürgerrecht).

### Historische Gewerbe
Sowohl die Gerberei als auch die Flößerei wurden in Altensteig seit Jahrhunderten betrieben, sind aber mittlerweile gänzlich verschwunden. Die Gerberei wird in Altensteig erstmals 1550 urkundlich erwähnt. 1995 gab die letzte Gerberei in Altensteig ihre Tätigkeit auf. Das weiche Nagold-Wasser und die ausgeprägte Rinderhaltung in der Umgebung wie auch der Baumbestand an Eichen, Fichten und Tannen, deren Rinde für die Gerberlohe verwendet wurde, sorgten für gute Gerbereibedingungen. In Altensteig überwog meist die Lohgerberei.
Die Flößerei auf Enz und Nagold wird 1342 erstmals urkundlich genannt, wahrscheinlich ab 1623 war die Nagold dann auch im Altensteiger Raum flößbar gemacht worden. Mit der Schmalspurbahn Nagold–Altensteig erhielt die Stadt Altensteig 1891 Anschluss an das Streckennetz der Königlich Württembergischen Staats-Eisenbahnen. Die Bahnstrecke wurde vor allem für den Güterverkehr erbaut, weil die Holzflößerei immer mehr auf Schwierigkeiten stieß. Somit hatten am Ausgang des 19. Jahrhunderts das zunehmend in neuen Sägewerken vor Ort verarbeitete Holz, das höhere Marktpreise als das geflößte Langholz erzielte sowie der einfachere und billigere Transport über die neuen und ausgebauten Verkehrswege wie Eisenbahn und Straßen die Flößerei gegen Ende des 19. Jh. zunehmend verdrängt. Am 1. Februar 1913 wurde schließlich die Flößerei auf Enz und Nagold aufgehoben. Die wiedererrichtete Monhardter Wasserstube unterhalb von Altensteig an der Nagold zeugt noch von der Altensteiger Flößerei.

### Nachkriegszeit
Nach dem Zweiten Weltkrieg fiel die Stadt Altensteig in die Französische Besatzungszone und kam somit 1947 zum neu gegründeten Land Württemberg-Hohenzollern. 1952 ging das provisorische Nachkriegsland im Regierungsbezirk Südwürttemberg-Hohenzollern auf und gehört seither zum Bundesland Baden-Württemberg. Mit der Kreisreform 1973 erreichte der Landkreis Calw seine heutige Ausdehnung. Der Landkreis wurde auch Teil der neu gegründeten Region Nordschwarzwald, die dem damals neuen Regierungsbezirk Karlsruhe zugeordnet wurde. Somit wird die württembergische Stadt Altensteig seitdem von der vormals badischen Hauptstadt Karlsruhe aus verwaltet.

### Eingemeindungen
- 1. Juli 1971: Altensteigdorf[23]
- 1. Januar 1972: Stadt Berneck[23]
- 1. Januar 1974: Walddorf[24]
- 1. Juli 1974: Überberg[24]
- 1. Oktober 1974: Garrweiler[24]
- 1. Januar 1975: Hornberg, Spielberg und Wart[25]

## Konfessionen
Die Reformation wurde 1556 in Altensteig eingeführt, seitdem ist der Ort evangelisch geprägt. Die evangelische Kirchengemeinde Altensteig umfasst die Kernstadt und gehört, wie die anderen evangelischen Kirchengemeinden, zum Kirchenbezirk Calw-Nagold der Evangelischen Landeskirche in Württemberg. Die Ortsteile haben je eigene Kirchengemeinden: Altensteigdorf mit Lengenloch und Überberg, Berneck, Garrweiler, Hornberg, Spielberg, Walddorf, und Wart.
1927 wurde die erste römisch-katholische Kirche im Ort seit der Reformation geweiht, 1963 die Pfarrei Heilig Geist errichtet.

## Politik

### Bürgermeister
Bürgermeister ist seit 2025 Oliver Valha. Von 2009 bis 2025 amtierte Gerhard Feeß (CDU), der zuvor von 1993 bis 2009 Bürgermeister von Simmersfeld war.

### Gemeinderat
Der Gemeinderat hat 25 Sitze. Vor der Kommunalwahl am 9. Juni 2024 waren es 22. Die Wahl führte zu folgendem amtlichen Endergebnis:
| Partei / Liste                                | 2024    | 2024    | 2019              |
| Freie Wähler Ortsvereinigung Altensteig e. V. | 34,41 % | 9 Sitze | 35,39 %, 10 Sitze |
| CDU                                           | 21,73 % | 5 Sitze | 27,62 %, 8 Sitze  |
| Freie Bürgervereinigung (FBV)                 | 16,39 % | 4 Sitze | 18,12 %, 5 Sitze  |
| AfD                                           | 14,60 % | 4 Sitze | 3,68 %, 1 Sitz    |
| SPD-Grüne                                     | 12,87 % | 3 Sitze | 15,19 %, 4 Sitze* |

* 2019 nur SPD, ohne Grüne

### Wappen
In Gold unter einer liegenden schwarzen Hirschstange auf hohem grünem Berg eine rot bedachte silberne Burg, zu der ein goldener Weg hinaufführt. Die Altensteiger Stadtfarben sind Gelb-Grün.

### Wappen und Siegel der eingemeindeten Stadtteile
| Altensteigdorf                                                         | Berneck | Garrweiler | Hornberg | Spielberg | Überberg | Walddorf* | Wart |
| ---------------------------------------------------------------------- | ------- | ---------- | -------- | --------- | -------- | --------- | ---- |
| (*) Siehe Liste der Wappen mit dem Emblem der Pfalzgrafen von Tübingen |         |            |          |           |          |           |      |

### Städtepartnerschaften
- Butte, Montana, Vereinigte Staaten
- Bourg-Saint-Maurice, Savoyen, Frankreich

## Wirtschaft und Infrastruktur

### Verkehr
Das Altensteigerle war eine 15,1 km lange Schmalspurbahn (Spurweite 1000 mm) von Nagold nach Altensteig, die 1891 eröffnet und 1967 stillgelegt wurde. Bis 2018 verlief die Bundesstraße 28 von Dornstetten nach Tübingen über Altensteig; damals wurde die Strecke herabgestuft zu einer Landesstraße.

### Industrie
Altensteig ist der Stammsitz der Friedrich Boysen GmbH und Co. KG, einem Automobilzulieferer für Abgastechnolgie. Das Unternehmen hat je eine Produktions- und Entwicklungsstätte am Ort. Im Werk auf dem Turmfeld in Altensteig sind ca. 480 Mitarbeiter beschäftigt.

### Bildungseinrichtungen
Das Christophorus-Gymnasium Altensteig (CGA) wurde 1956 von Arnold Dannenmann als Privatschule gegründet, die zum Christlichen Jugenddorfwerk Deutschlands gehörte und seinerzeit Jugenddorf-Christophorusschule Altensteig hieß. Sie wurde sowohl von Internatsschülern als auch von externen Schülern aus Altensteig und den umliegenden Gemeinden besucht. Seit 1991 ist das CGA teilverstaatlicht und seit August 2003 vollständig verstaatlicht. Laut der Wirtschaftszeitschrift Capital gehöre das CGA 2005 zu den besten 20 Schulen mit gymnasialer Oberstufe in Deutschland.
Weiterhin bietet Altensteig eine Realschule (Friedrich-Boysen-Realschule), die Grundschule Walddorf, die Grund- und Förderschule Markgrafenschule und die Werkrealschule Hohenbergschule.

## Kirchen
- Evangelische Stadtkirche Altensteig:[41][42][43] Altensteig gehörte bis 1570 zur Pfarrei Altensteigdorf, hatte aber an den mittelalterlich-romanischen Kapellen St. Anna (abgängig), St. Leonhard (Reste vorhanden) und St. Nikolaus bis zur Reformation unselbstständige Kaplaneien, deren Kaplane und Priester ein gemeinsames geistliches Leben in der Altensteiger Marienbruderschaft führten. Die Stadt Altensteig wurde unter der Markgrafschaft Baden-Durlach im Jahre 1556, 500 Jahre nach ihrer ersten urkundlichen Erwähnung, endgültig evangelisch. Die Kaplanei wurde zum Diakonat. 1570 wurde die spätgotisch veränderte Nikolauskapelle zur Pfarrkirche für die Stadt erhoben. Mit dem Anwachsen der Einwohnerschaft (1570: 200, 1768: 1050) wurde die Nikolauskirche zu klein und zudem baufällig. Wegen Platzmangels innerhalb der Stadtmauer wurde außerhalb die neue Stadtkirche von 1773 bis 1775 nach Plänen des Kirchenrats-Baumeisters Wilhelm Friedrich Goez (Ausführung: der Nagolder Bau- und Werkmeister Georg Christoph Reich) mit Doppelemporen für mehr als 800 Personen errichtet und die alte Nikolauskirche bis 1869 abgebrochen. Einige Gegenstände daraus fanden Verwendung. Die Mittelstellung der Kanzel betont die zentrale Bedeutung der Verkündigung des Wortes Gottes, die Orgel als Gegenüber der Wortverkündigung betont den geistlichen Charakter der Musik. 2 × 12 Emporensäulen symbolisieren die Ergänzung des Alten Bundes (12 Stämme Israels) durch den Neuen. Über allem steht auf dem Kanzel-Schalldeckel der auferstandene Jesus Christus. Der damalige Neubau vor den Mauern der Stadt symbolisiert das erwartete himmlische Jerusalem, ein Motiv, das Professor Rudolf Yelin d. J. im Rahmen seiner künstlerischen Gesamtkonzeption bei der Kirchenrenovierung 1961 auf seinem Altarwandbild an die Spitze der alt- und neutestamentlichen Bildthemen gesetzt hat.[44]
- Altensteigdorf: Die evangelische Remigiuskirche[45] in Altensteigdorf ist eine der ältesten in der Gegend. Der spätromanische Turm mit Turmchor stammt vermutlich aus der Zeit um 1200. Dort an der Nordwand sind noch sehenswerte Fresken erhalten: oben die Ankündigung, Geburt und Anbetung Jesu, unten seine Geißelung, Kreuztragung und Entkleidung vor der Kreuzigung. Die Kirche wird 1275 erstmals in schriftlichen Unterlagen erwähnt. 1757 wurde die Turmspitze ersetzt, und dabei der Turm von 33 Meter auf 26 Meter Höhe gekürzt. 1903 wurde das Langhaus nach Süden erweitert und mit größeren Fenstern versehen. Die asymmetrische Schiff-Verbreiterung erforderte ein neues Dachwerk und die neugotische breitere Westfront. Die Nordempore von 1714, der barocke Taufstein von 1697 und das Kruzifix unter dem Triumphbogen blieben erhalten. 1966 und 1992 folgten weitere Renovierungen. Der Glaskünstler Wolf-Dieter Kohler schuf 1966 die Ostersonne als Auferstehungssymbol im Ostfenster des Chores zum Ersatz für ein Ornamentfenster von 1903. In diesem Zusammenhang wurden wohl auch die spätgotischen Fresken (Evangelistensymbole) an der Chor-Ostwand[46] unter Putz verborgen und damit gesichert.
- Berneck:[47] Die evangelische Laurentiuskirche wurde zwischen 1466 und 1471 zur Pfarrkirche erhoben, 1490 um den gotischen Chor erweitert, 1508 erstmals als Marienkirche urkundlich genannt. Die Wandmalereien im Chorraum, das Grabmal des landespolitisch bedeutsamen Landhofmeisters Balthasar von Gültlingen († 1563) und seiner Frau Agnes von Gemmingen (Herr von Gültlingen war Ortsherr in Berneck und führte dort 1536 die Reformation ein), eine Pietà aus Lindenholz (um 1420) sowie der spätgotische Taufstein und das Sakramentshäuschen sind kulturgeschichtliche Besonderheiten, die dieses Kirchengebäude auszeichnen. Die einschiffige Saalkirche mit einer Kassettendecke und einem Dachreiter wurde 1661 nach einem Brand wieder aufgebaut. Der Chor mit irregulärem 3/8-Schluss enthält Fresken, die Sakristei ein spätgotisches Kreuzgewölbe. Das Kruzifix hinter dem Altar wurde um 1700 gefertigt. Es gibt zahlreiche Grabplatten und Epitaphien. 1753 wurde die Kirche umgebaut und erweitert (Dachreiter, querkirchenartige Anbauten). - 1965 Renovierung mit Freilegung der Fresken und Abbau des Kanzelaltars.
- Hornberg: Eine Kirche Zu Unserer Lieben Frau wurde 1368 in einer Urkunde des Klosters Reuthin erstmals erwähnt. Sie gehörte zur Pfarrei Ebhausen, von der sie 1489 abgetrennt wurde. Später kam die evangelische Kirche Hornberg zur Pfarrei Zwerenberg, von der sie bis heute betreut wird. Die farbigen Glasfenster schuf Wolf-Dieter Kohler.
- Lengenloch: evangelische Filialkirche von Altensteigdorf, die im Jahr 1751 fast ganz erneuert wurde
- Spielberg: Die evangelische Johanneskirche ist eine im Kern alte Kirche mit romanischen und gotischen Elementen. Sie wurde 1490 mit Zustimmung des württembergischen Lehensherrn Herzog Eberhard von der Mutterkirche Haiterbach abgetrennt. 1491 erhob der Generalvikar des zuständigen Bistums Konstanz die Kapelle Spielberg zur Pfarrkirche für das Dorf. Die selbstständige Pfarrei Spielberg war damit geschaffen. Der romanische Kirchturm erhielt später eine Fachwerk-Glockenstube. Der um 1960 zugemauerte Chorbogen zwischen dem quadratischen Kirchenschiff und dem kreuzgewölbten Turmchor wurde dreißig Jahre später wieder freigelegt.
- Überberg: Im Jahr 2001 konnte hier ein evangelisches Gemeindehaus eingeweiht werden.
- Walddorf: Die evangelische Johanneskirche mit einem Turm von 1593 wurde im Jahr 1840 im Kameralamtsstil (Zweckbau nach staatlichen Vorgaben) erbaut. Sie ist eine große rechteckige Hallenkirche mit zwei Fensterreihen und 500 Sitzplätzen. Beim Umbau des Chor- und Altarraumes 1955 bis 1957 wurde ein Bleiglasfenster (heilsgeschichtliche Motive: Adam – Geburt Christi – Weltenherrscher) eingebaut. Der Entwurf stammt von Professor Rudolf Yelin d. J., der im Rahmen seiner künstlerischen Gesamtkonzeption auch die Prinzipalien gestaltete. Das südliche Bleiglasfenster (Grablegung, Beweinung, Auferstehung Jesu) der Künstlerin Käte Schaller-Härlin aus dem Jahr 1920 hatte ursprünglich seinen Platz im Chor und bildete mit dem Gefallenen-Gedenkbuch (Stiftung der bürgerlichen Gemeinde) in der vergitterten Nische ein Mahn- und Denkmal. Das Kunstwerk wurde beim Umsetzen unsachgemäß geteilt und in ein überbreites Rahmenprofil eingebaut. Der barocke Kruzifixus an der Wand zum Chor hin stammt noch aus der alten Kirche. Die Orgel aus dem Jahr 1842 von Franz Anton Engelfried aus Mühringen wurde mehrfach renoviert, zuletzt 1979 und 2011 durch den Orgelbaumeister Scharfe aus Ebersbach an der Fils. Sie hat 17 Register.
- Wart: Die evangelische Kirche Wart enthält noch gotische Elemente; 1768 wurde sie baulich verändert. Im Rahmen der Renovierung 1912/13 und dem Außenanbau der Emporentreppe unter Architekt Theodor Dolmetsch gestaltete der Stuttgarter Künstler Rudolf Yelin der Ältere das mittlere Chorfenster mit einem Jugendstil-Medaillon (Begegnung Jesu mit den Jüngern aus Emmaus) und der Stuttgarter Maler Adolf Reile die drei Fresko-Medaillons über dem Chorbogen (Petrus, segnender Jesus, Paulus).

## Kultur und Sehenswürdigkeiten
Siehe auch: Gesamtanlage Altensteig und Stadtbefestigung Altensteig sowie die Liste der Kulturdenkmale in Altensteig.

Altensteig liegt an der Westroute (vom Neckar zum Bodensee) der südlichsten Regionalstrecke der Deutschen Fachwerkstraße. Außerdem liegt Altensteig am Ostweg, einem Fernwanderweg von Pforzheim nach Schaffhausen, der an vielen Sehenswürdigkeiten wie zum Beispiel dem Altensteiger Schloss aus dem 12. Jahrhundert vorbeiführt. 

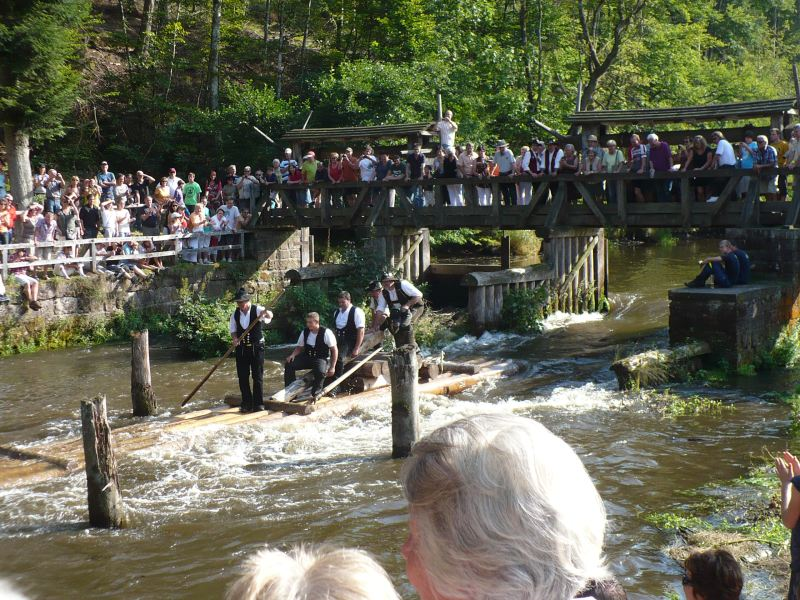
Floß in der Monhardter Wasserstube

 Das Neue Schloss wurde 1604 nach Plänen Heinrich Schickhardts erbaut. Altensteig ist daher eine von 21 Mitgliedsstädten der Heinrich-Schickhardt-Kulturstraße. Die Wirtschaft Bäck-Schwarz wurde im Jahr 1459 erbaut und ist eines der ältesten Häuser der Altstadt.
Der Stadtteil Berneck wird vor allem wegen der Burg (mit 38 Meter hoher Schildmauer) und seines reizvollen Stadtbilds aufgesucht.
Ein besonderer historischer Brauch ist das Altensteiger Fackelfeuer. Jedes Jahr an Heiligabend werden dabei auf dem Helles- und dem Schlossberg mehrere Meter hohe Holzstöße entzündet. Einheimische und Gäste schwenken dazu Handfackeln oder selbst gefertigte Riesenfackeln.
An die Zeit der Flößerei erinnert die historische „Monhardter Wasserstube“. Sie befindet sich in der Nagold zwischen Altensteig und Ebhausen. In den Jahren 1985–1987 wurde sie originalgetreu restauriert nach Plänen aus dem Jahr 1883. Die Wasserstube dokumentiert, wie früher die Nagold hiermit gestaut wurde, um große Mengen Holz als Floßholz aus dem Schwarzwald in entfernte Gebiete zu transportieren.

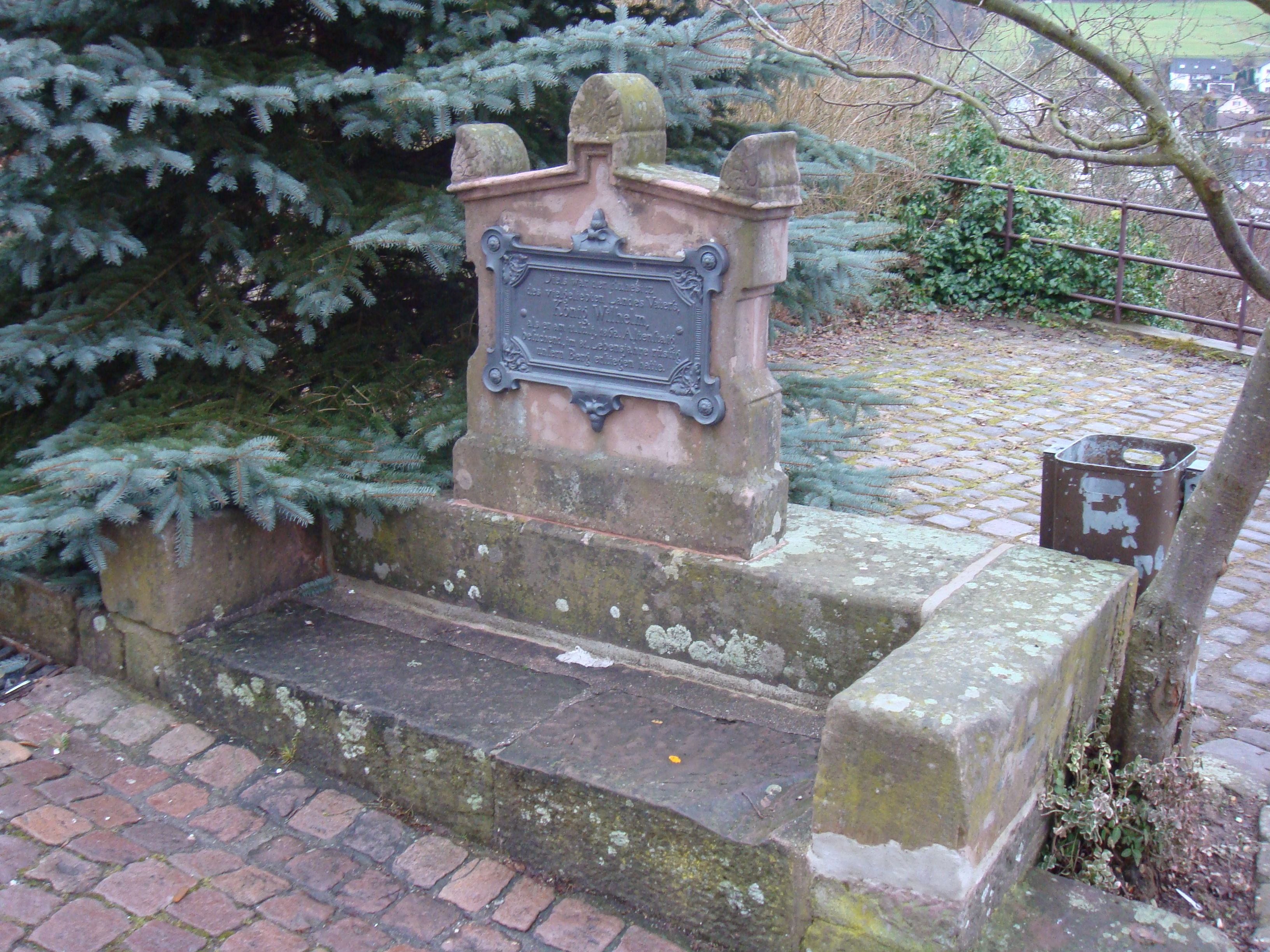
Gedenkstein am Ruhesitz von König Wilhelm I. von Württemberg, der am 11. Juli 1862 mit 81 Jahren den Altensteiger Schloßberg selbst erstiegen hatte

Ebenfalls mit dem Waldreichtum des Schwarzwaldes und dem Waldbesitz der Einwohner stehen die zahlreichen, zumeist nicht mehr betriebenen Sägemühlen im Umfeld von Altensteig in Verbindung. Oberhalb von Altensteig bzw. auf der Gesamtgemarkung der Stadt Altensteig fanden sich im Nagoldtal und in den darin einmündenden Seitentälern wie dem Zinsbachtal und Köllbachtal (in dem der Stadtteil Berneck liegt) sowie dem Schneitbach- und Omersbachtal (beide nicht mehr auf der Gemarkung der Stadt) viele frühere Sägemühlen, von denen etliche gar nicht mehr existieren, während andere zu Gastwirtschaften oder Wohnhäusern umgebaut und -gewidmet wurden. Doch speziell die „Kohlsägemühle“ im Zinsbachtal, wenige Kilometer von Altensteig entfernt, wird noch als Gemeinschafts-Sägewerk von derzeit rund 40 Teilhabern aus den umliegenden Dörfern genutzt. Nach einer Restaurierung der alten, oberschlächtigen und metallenen Wasserradanlage – das moderne Sägegatter wird natürlich elektrisch betrieben – und der Erneuerung des Mühlrades finden immer wieder Besichtigungstermine statt. Das derzeitige Mühlen- bzw. Sägegattergebäude wurde ansonsten Ende des 19. Jahrhunderts neu erbaut, die „Kohlmühle“ allerdings bereits 1614 erstmals erwähnt. Neben dem Mühlengebäude befindet sich eine kleine Gastwirtschaft.
Mit der Christophorus-Kantorei ist einer der besten Jugendchöre Deutschlands (3. Preis beim Deutschen Chorwettbewerb 2006 in Kiel, 1. Preis 2010 in Dortmund) in Altensteig beheimatet, der den Namen der Stadt durch rege Konzerttätigkeit in Deutschland und der Welt bekannt gemacht hat. Die Christophorus-Kantorei wurde 1962 von Kirchenmusikdirektor Jürg Wieber gegründet, seit 1993 hat Michael Nonnenmann die Leitung.

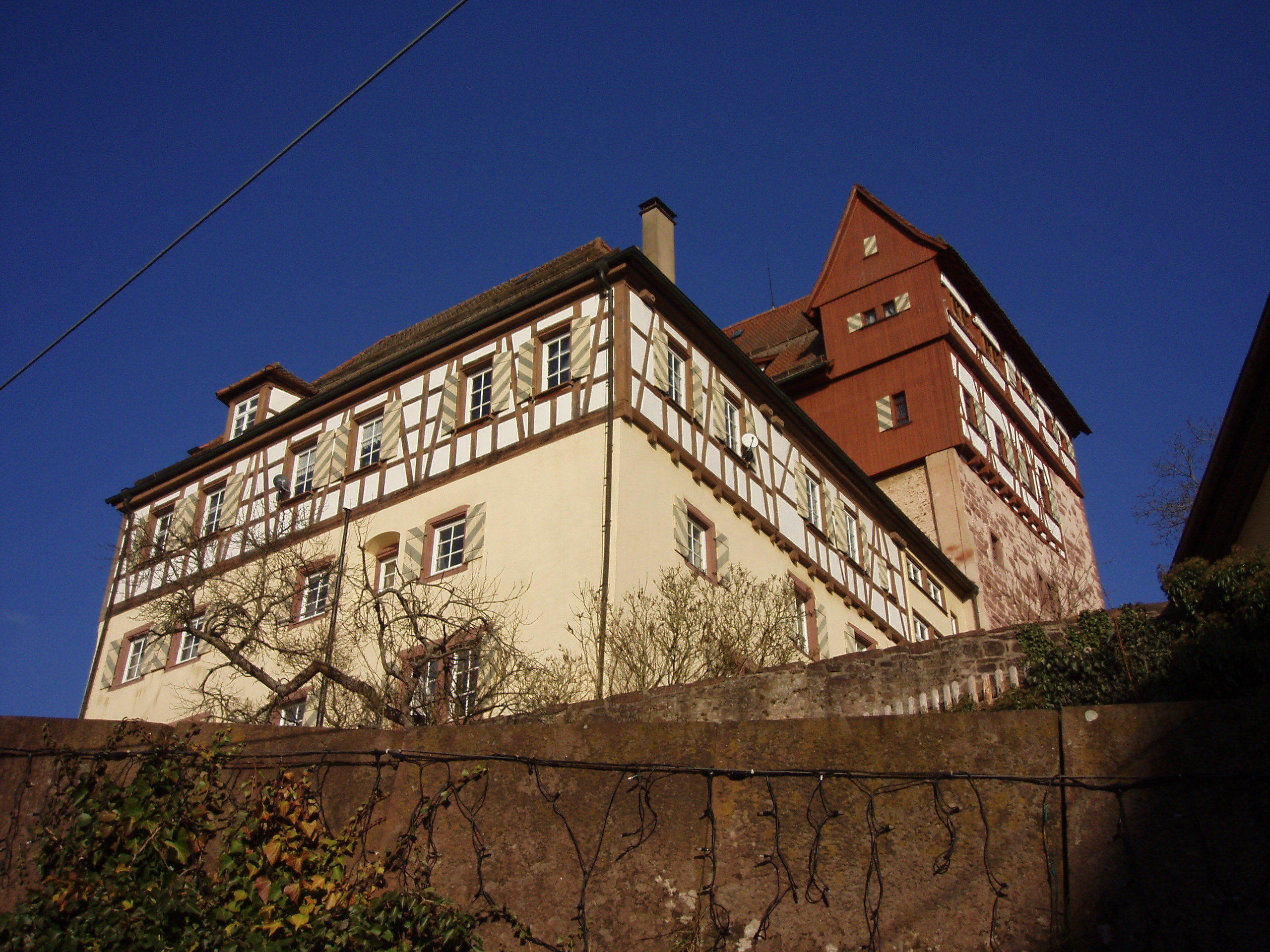
Schloss
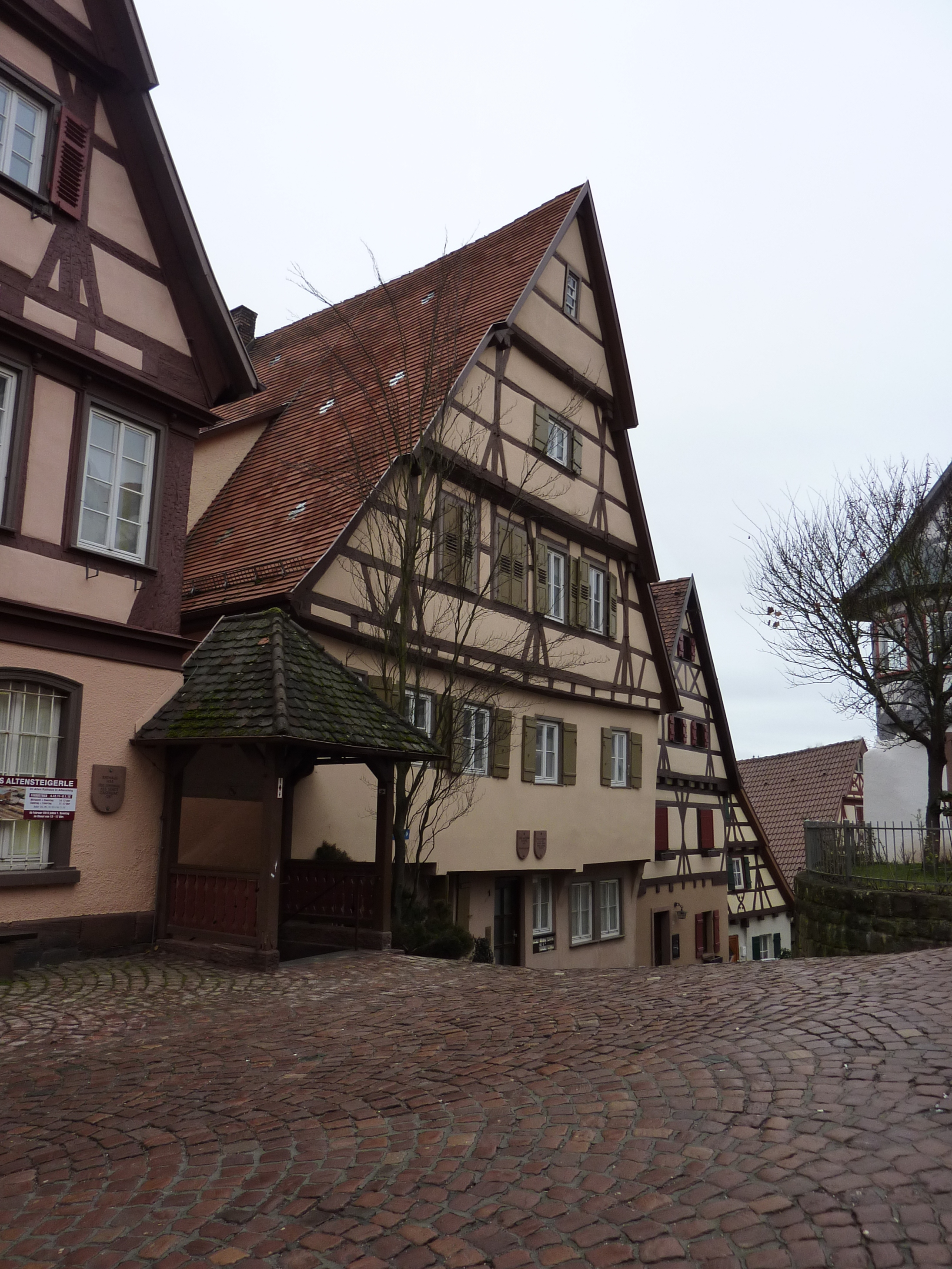
Gassen am Schloßberg mit dem Haus Blumenstraße 1
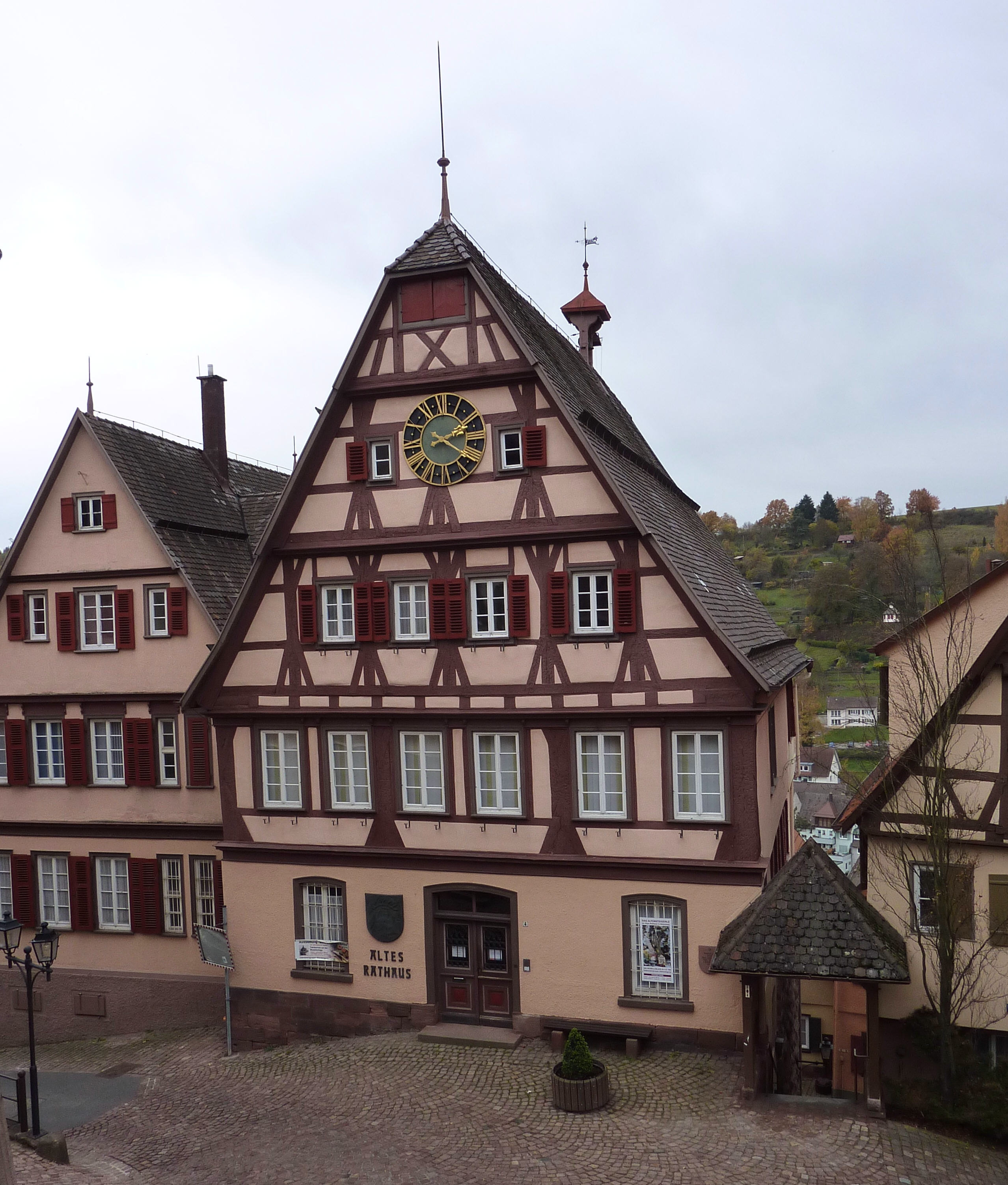
Altes Rathaus
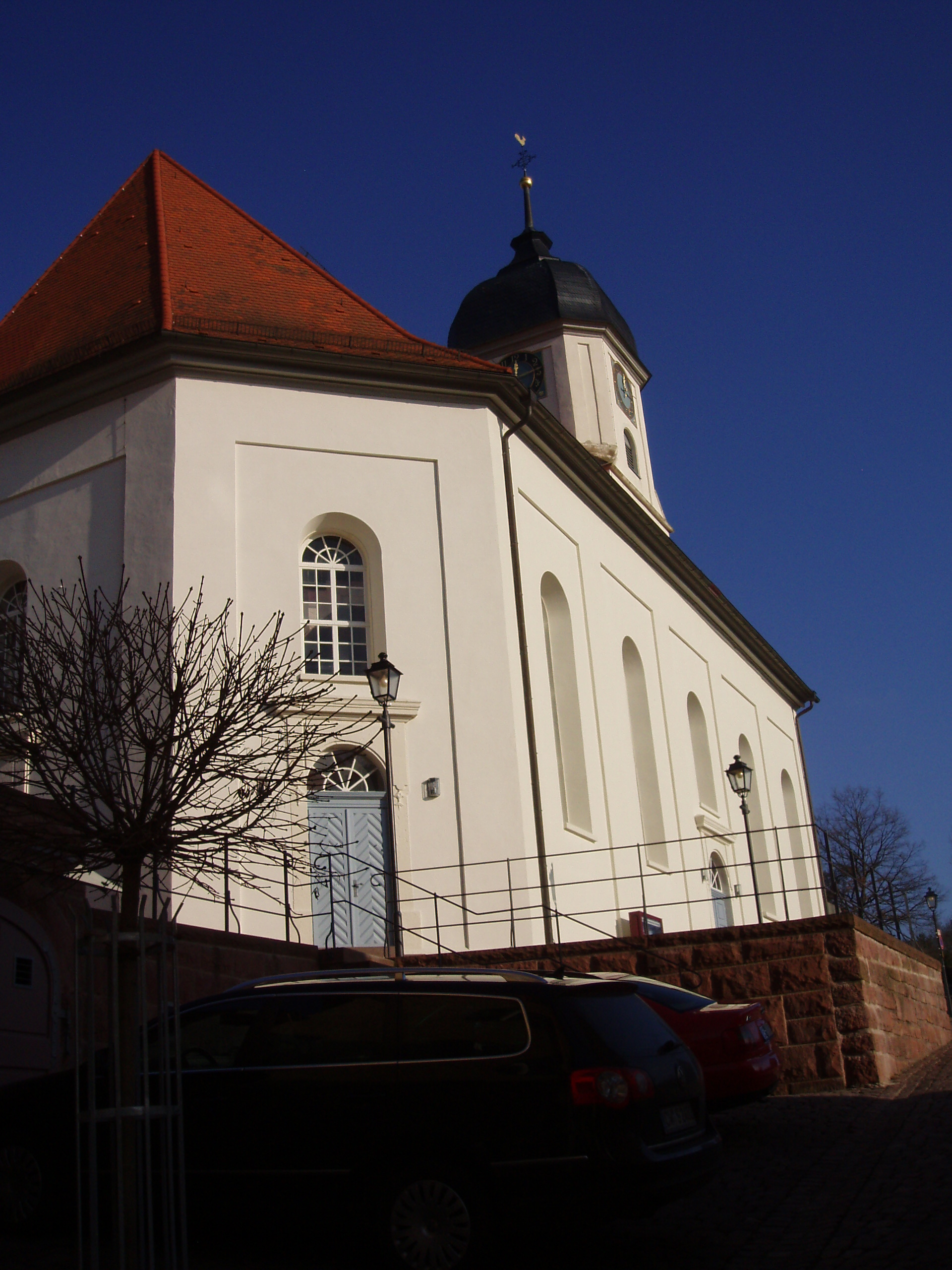
Evangelische Stadtkirche
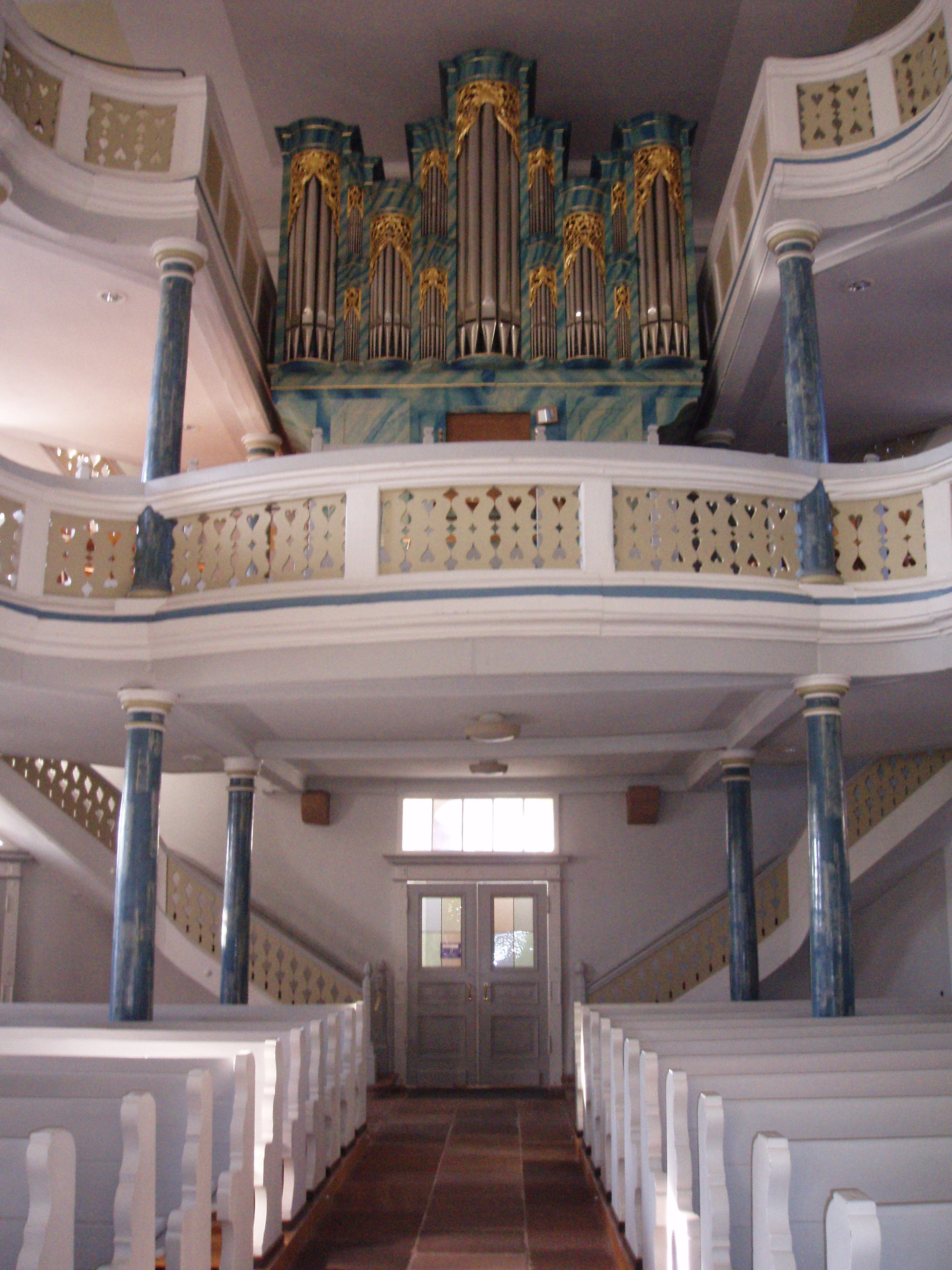
Stadtkirche innen: Orgelempore
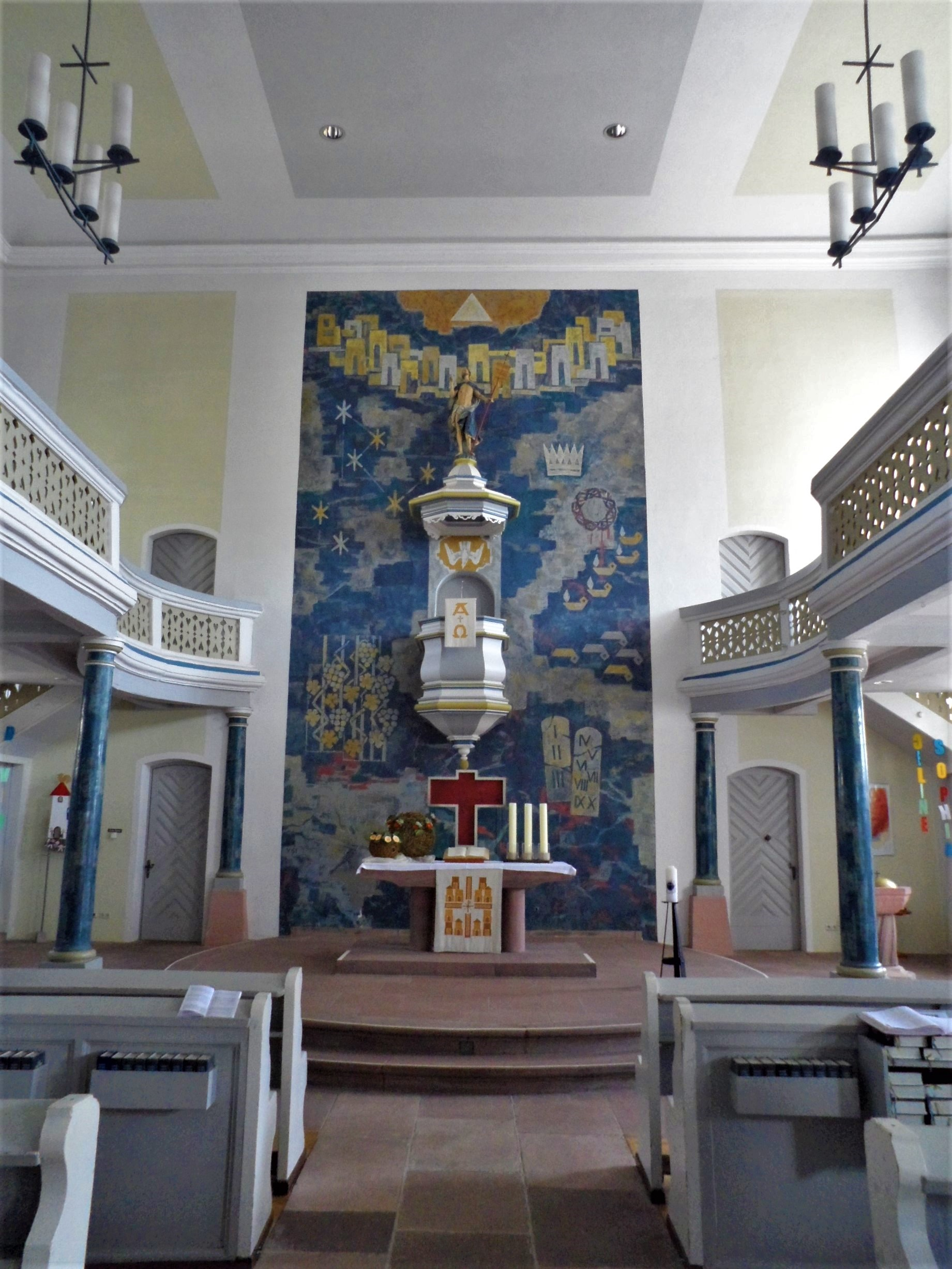
Stadtkirche innen:     Altar und Kanzel
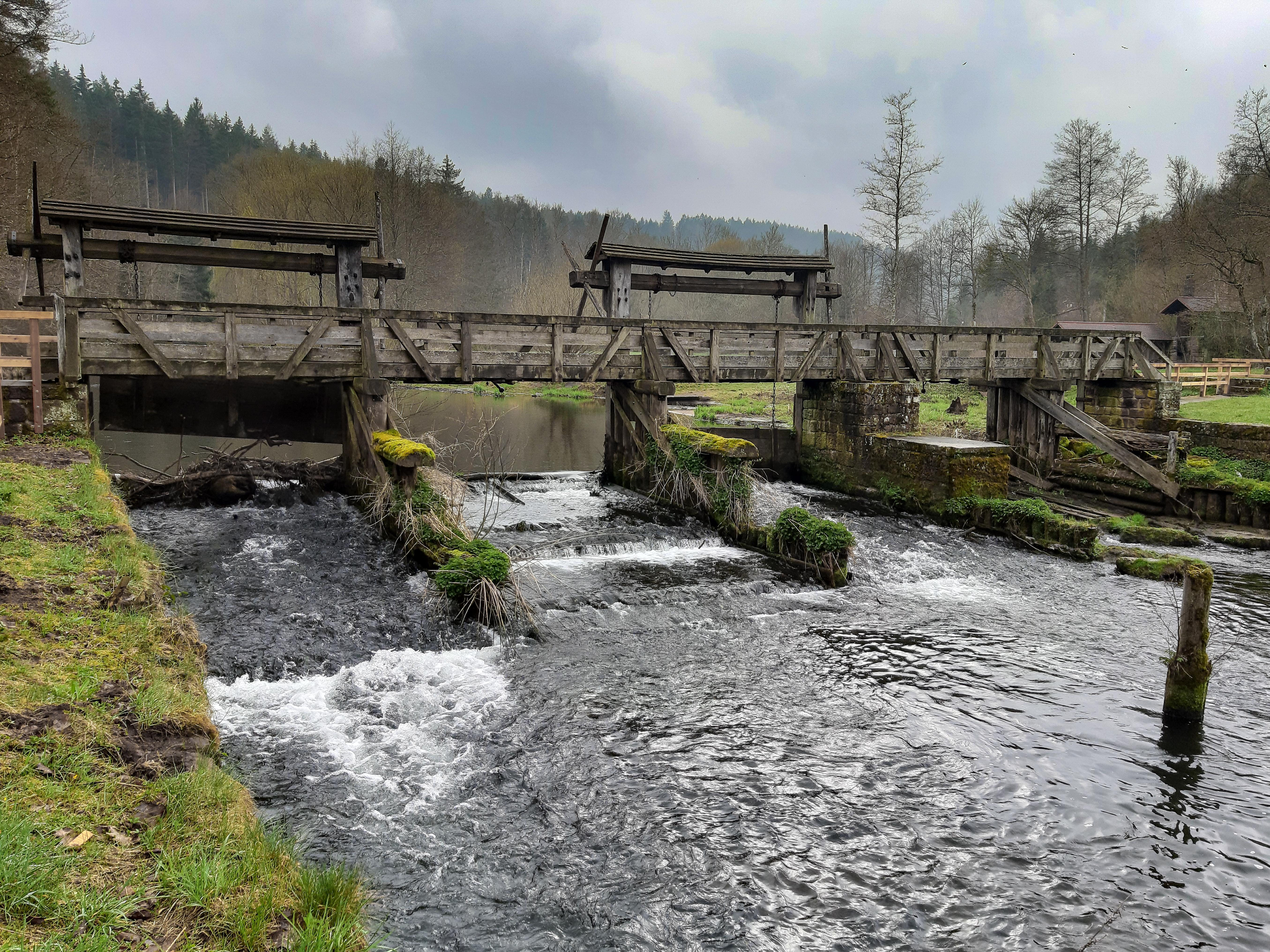
Wasserstube

## Persönlichkeiten
- Hans Ulrich Alt (kurz nach 1557 – zwischen 1614 und 1627), Maler (geboren in Berneck)
- Johann Friedrich Schlotterbeck (1765–1840), deutscher Dichter, Lehrer und Verwaltungsbeamter
- Friedrich Schmid (1807–1883), Pfarrer und lutherischer Missionar in Michigan
- Karl von Luz (1824–1899), Oberamtmann, Regierungspräsident
- Rudolf von Schmid (1828–1907), geboren in Altensteigdorf, Theologe, Generalsuperintendent in Heilbronn, MdL
- Adolph Brougier (1844–1934), Kaufmann und Lebensmittelunternehmer
- Karl Julius Großhans (1881–1946), Journalist und Politiker (SPD)
- Wilhelm Becker (1883–1956), Unternehmer, Schmuckfabrikant und Oberbürgermeister der Stadt Pforzheim
- Fritz Schuler (1885–1955), Politiker (CDU), MdB
- Fritz Henßler (1886–1953), Politiker (SPD), MdB
- Else Schubert-Christaller (1891–1982), Autorin
- Walter Christaller (1893–1969), Geograph (geboren in Berneck)
- Philipp Baetzner (1897–1961), Politiker (NSDAP), MdR (geboren in Walddorf), 1948 als Rädelsführer bei den Novemberpogromen 1938 verurteilt
- Hartwig Zürn (1916–2001), Prähistoriker
- Herta Leistner (* 1942), Sozialpädagogin, Lesbenaktivistin in der evangelischen Kirche
- Werner Hans Lauk (* 1950), Diplomat
- Werner Frick (* 1953), Germanist
- Harold Woetzel (* 1953), Dokumentarfilmer
- Brigitte Walz (* 1955), Ethnologin
- Jochen Hahn (* 1974), Truck-Rennfahrer und Hattrick-Europameister 2011, 2012 und 2013

## Personen in Verbindung mit Altensteig
- Friedrich August Boysen (1895–1975), deutscher Luftschifffahrtingenieur, Unternehmer und Gründer der Boysen Gruppe.
- Albert Schuler (1924–2024), Kommunalpolitiker, wuchs in Walddorf auf.
- Rudolf Kassühlke (1930–2001), ein baptistischer Geistlicher, Missionar, Kirchenlieddichter und Bibelübersetzer, verbrachte seinen Ruhestand im Ort.
- Hartmut Esslinger (* 1944), wohnte in Altensteig und gründete dort 1969 sein Designstudio (später frog design).